# Лозовое (Херсонская область)
Лозовое (укр. Лозове; устар. Виноградовка, до 1946 года — участок 50) — село в Калиновской поселковой общине Бериславского района Херсонской области Украины.
Согласно решению XVI сессии Благодатовского сельского совета Великоалександровского района Херсонской области от 17 декабря 2012 № 166, Великоалександровский районный совет обратился в Херсонский областной совет с ходатайством об исключении из учетных данных села Лозовое.

## Население
Население по переписи 2001 года составляло 34 человека.

### Языковой состав
Родной язык населения по данным переписи 2001 года:
| Язык       | Численность, чел. | Доля     |
| ---------- | ----------------- | -------- |
| Украинский | 30                | 88,24 %  |
| Русский    | 4                 | 11,76 %  |
| Итого      | 34                | 100,00 % |